# Barrio Perito Moreno (Caleta Olivia)
El barrio Perito Moreno es un barrio caletense en el departamento Deseado, provincia de Santa Cruz, Argentina. Integra el municipio de Caleta Olivia. Por su distancia de 1,3 km del centro de la ciudad es uno de los barrios más cercanos del núcleo central de la ciudad. Es un barrio construido en el sector central con algo más de 1 150 habitantes.
La densidad del distrito es de 3 833,3 hab./km².

## Desarrollo del lugar
El barrio se encuentra en el Sector 6, el área del barrio es de 25 manzanas o 30 Ha. Se caracteriza por ser el "segundo centro comercial" de la ciudad, permitiendo a las personas de barrios periféricos dirigirse hasta allí para comprar alimentos, u objetos o trámites. Aquí se encuentra la terminal de ómnibus de la ciudad, que pronto será sustituida por la Cadena de Hipermercados Carrefour.
Sus principales arterias son: Avda. Tierra del Fuego, Avda. Humberto Beghin, Avda. Belgrano y Avda. Santa María. Este barrio residencial es semiprecario en materia de salud y educación, ya que el CIC o Centro de Salud más cercano está a 0,49 km, la Escuela a 0,5 km; el Jardín a 0,6 km y el Colegio a 0,51 km. Estas medidas son tomadas desde la Unión Vecinal de dicho barrio.
| Noroeste: Los Pinos             | Norte: Ceferino     | Noreste: Ceferino                 |
| Oeste: Los Pinos y San Cayetano |                     | Este: Malvinas Argentinas         |
| Suroeste 8 de Julio             | Sur: Lago Municipal | Sureste: Mini Centro y San Martín |

## Infraestructura comunitaria[1]
- Asociación Vecinal

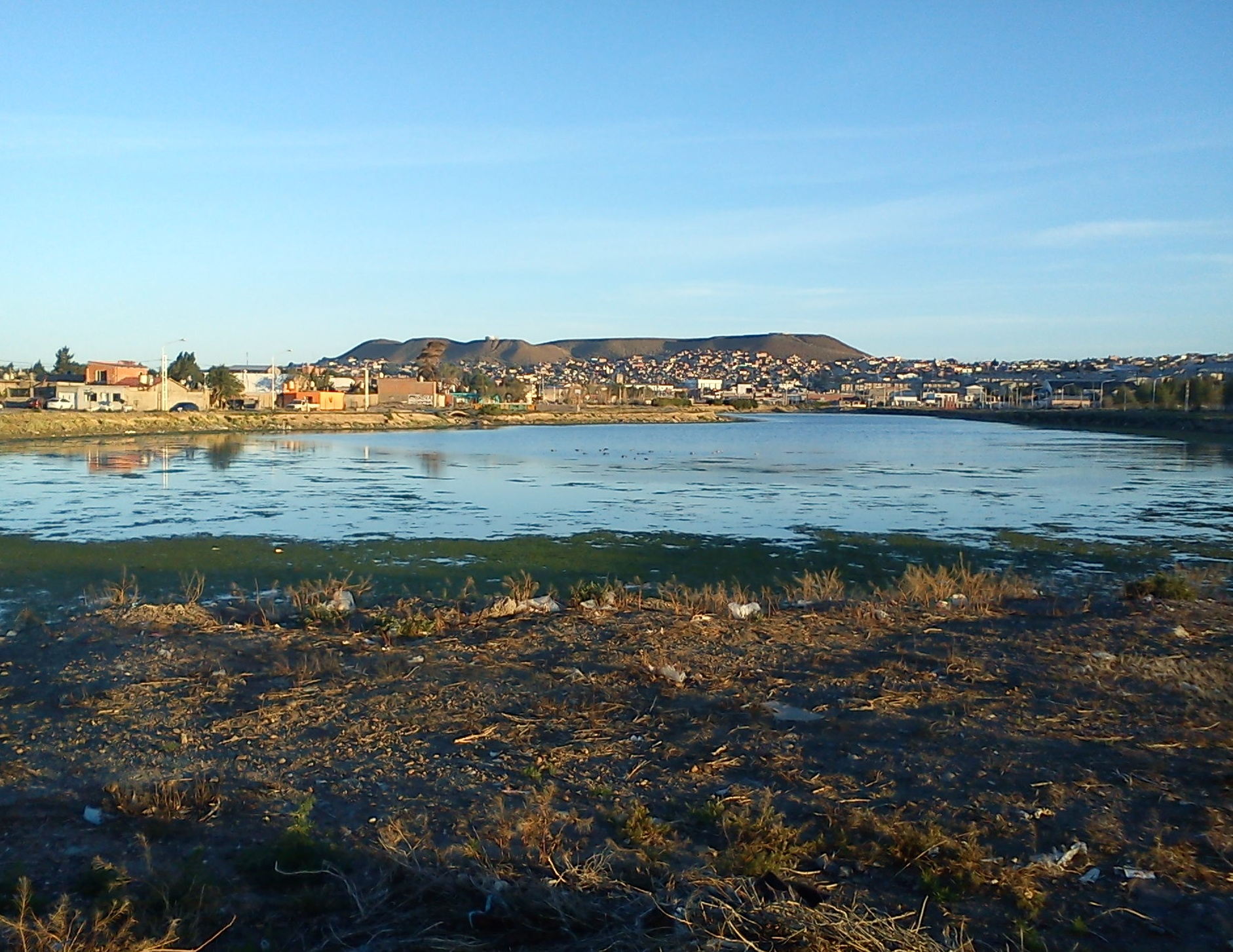
Nótese a lo lejos el Cerro Sur, desde el Lago Municipal

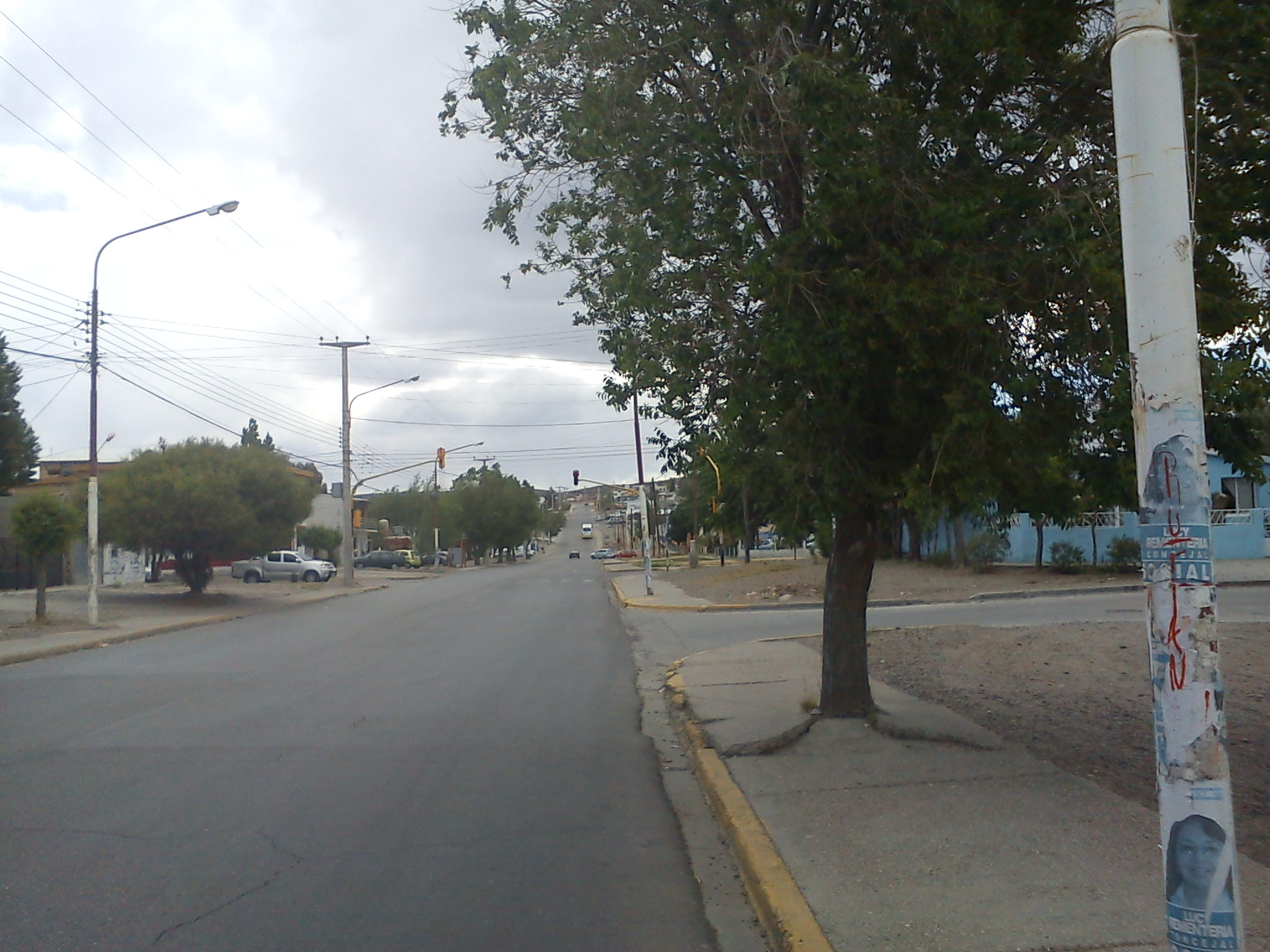
Vista a la Avda. TDF mirando hacia el norte

- Unión Vecinal Barrio Perito Moreno[2]

Avda. Humberto Beghin y Malvinas Argentinas
- Instituciones Municipales

- Transporte

- Línea A

Paradas -
- Línea B

Paradas -
- Línea C1

Paradas -
- Línea C2

Paradas -
- Línea D

Paradas -